# Abuse (videojuego)
Abuse es un videojuego de plataformas desarrollado por Crack dot Com y publicado por Electronic Arts en América del Norte y Origin Systems en Europa. Fue lanzado en 29 de febrero de 1996 para DOS. Una versión para Mac OS fue publicada por Bungie en 5 de marzo de 1997. El código de fuente del juego, junto con algo del contenido shareware, ha sido de dominio público desde 1990s y ha sido portado a Linux y otras plataformas.

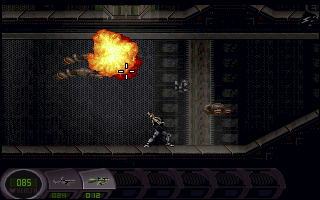
El protagonista, Nick Vrenna, atacando dos enemigos con un Lanzagranadas.

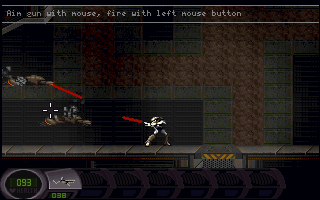
Nick Vrenna atacando un enemigo durante el tutorial.

## Historia
El protagonista del juego, llamado Nick Vrenna, ha sido sentenciado por un crimen que no cometió y es enviado a una prisión donde el personal hace experimentos ilegales con los reclusos. Un motín en la prisión estalla y uno de los experimentos sale terriblemente mal: todas las personas dentro de la prisión (excepto Nick, que aparentemente tiene inmunidad) se infectan con una sustancia llamada Abuse que los transforma en monstruos. 

### Desarrollo
Abuse tuvo una trama diferente saliendo de producción. La actualización para él reemplazó la introducción original con la actual trama. El original implicó una invasión por una especie de alienígena llamados "ants". El jugador era un agente especial, enviado a su 'colmena' a destruir los alienígenas. Esta historia estuvo aludida a en una sección escondida hacia el fin de nivel 14, donde una área grande, lleno de azulejos granate, puede ser encontrado.

### Lanzamiento
El 29 de febrero de 1996 Abuse fue publicado para DOS y Linux como un incompleto shareware por Electronic Arts en América del Norte.

### Liberación del código de la fuente
Aproximadamente dos años después de la liberación del juego, Crack dot Com decidió liberar el código de fuente del juego, así como los datos shareware del juego (excluyendo los efectos de sonido), al dominio público.
El motor del juego se diseñó en primera instancia para permitir la creación de niveles, parte del código del juego se programó en lenguaje LISP permitiendo que las modificaciones pudieran usar una versión de LISP usada por el juego para cambiar o ampliar el juego.
El editor de niveles está incluido en el juego ejecutando la orden : abuse -edit
Los gráficos del juego fueron dibujados usando un software in-house de CrackDotCom llamado SatanPaint por su difícil manejo. 
Basado en ese motor salieron dos juegos, DarkAngael y GenocideRemix, siendo el segundo muy superior a DarkAngael y siendo muy parecido a Abuse, pero funcionando bajo windows 9x.
Ha habido poco desarrollo basado en esta liberación de fuente, como hacerlo funcionar en un Linux actual y haciendo el trabajo de juego sobre TCP/IP. Una versión SDL del juego está disponible, dejando el juego para funcionar en Windows de Microsoft y también en sistemas X11 con más de 256 colores. El Mac la versión ha sido actualizada para funcionar en OS X.

### Versiones tardías
Hay también versiones disponibles para BeOS y Nintendo Wii vía Wii homebrew.
En 2009 fue portado a AmigaOS 4.